# Microplastica

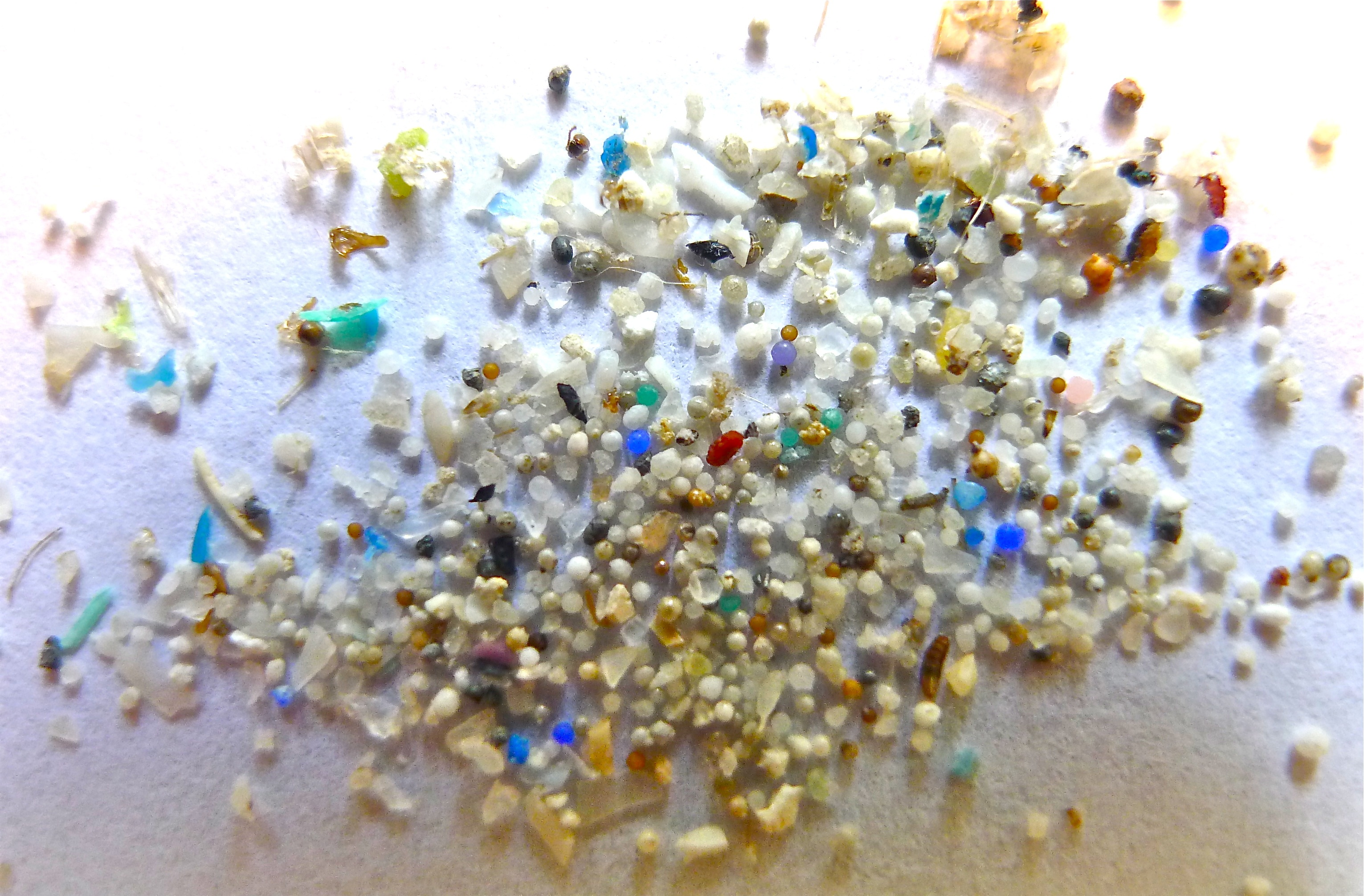
Microplastiche

Con microplastica ci si riferisce a piccole particelle di materiale plastico generalmente più piccole di 5 millimetri fino a livello micrometrico. L'inquinamento da microplastiche causato da rifiuti di piccolissime dimensioni che si infiltrano nell'ambiente e negli alimenti è ritenuto una minaccia per l'ecosistema e la salute umana.

## Tipologie di microplastiche
Esistono due categorie di microplastica: la primaria è prodotta come risultato diretto dell'uso umano di queste sostanze e la secondaria come risultato di frammentazione di rifiuti plastici di più grandi porzioni.

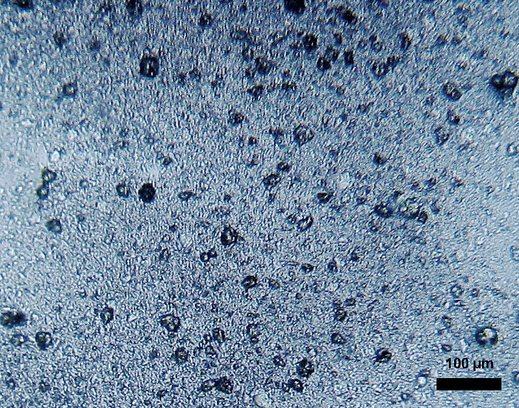
Polietilene basato su microsfere in un dentifricio

Le microplastiche provengono da diverse fonti: se ne trovano in maniera massiccia sottoforma di microsfere di plastica in prodotti come cosmetici, prodotti per l'igiene personale e per la casa, nei materiali edili, nelle industrie e in agricoltura.
Spesso nei cosmetici le microplastiche vanno a costituire fino al 90% del peso totale del prodotto, come nel caso degli esfolianti per la pelle. Anche l'usura di pneumatici produce microplastiche. Questo problema può essere ridotto tramite appositi filtri, lavaggi a bassa temperatura e l'uso di detersivi liquidi. 
Anche i pellets (nurdle) usati come materiali di partenza per la produzione industriale di beni realizzati in materie plastiche sono generalmente classificati come microplastiche. 
L'agricoltura è anch'essa produttrice di microplastiche. I teli che vengono usati per pacciamare si disintegrano nel suolo quando alla fine del ciclo di coltura non vengono raccolti e smaltiti adeguatamente. Lasciate sui terreni, le plastiche si possono degradare per abrasione, per agenti atmosferici e per azione di insetti o mammiferi.

## Diffusione nell'ambiente

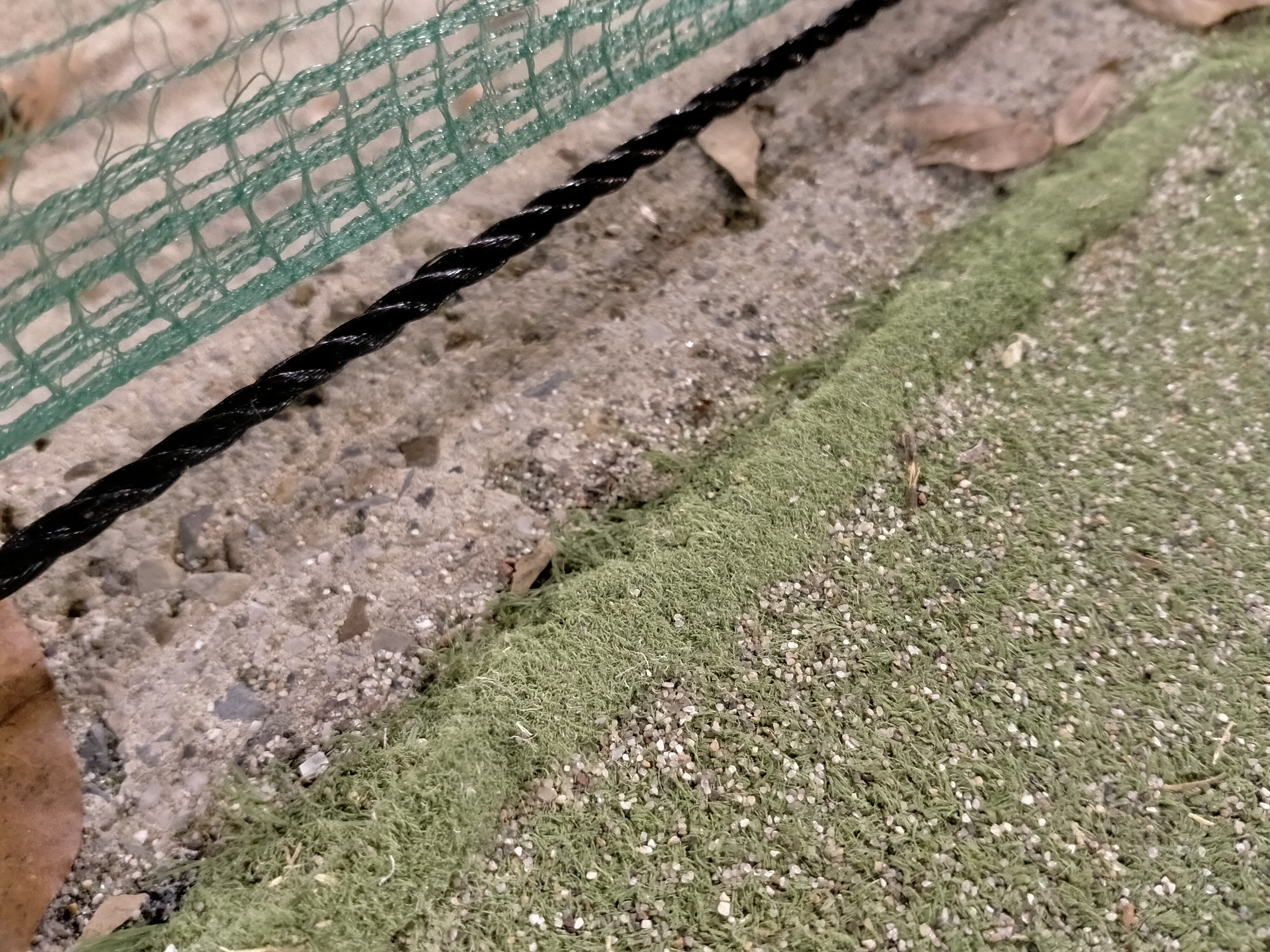
Accumulo di microplastica al bordo di un campo da tennis in erba sintetica

È stato riscontrato che entrambe le categorie di microplastiche (primaria e secondaria) persistono nell'ambiente in grandi quantità, soprattutto negli ecosistemi marini ed acquatici. Ciò perché la plastica si deforma ma non si rompe per molti anni, può essere ingerita e accumulata nel corpo e nei tessuti di molti organismi. L'intero ciclo e movimento delle microplastiche nell'ambiente non è ancora stato studiato approfonditamente soprattutto per la difficoltà di analizzare una miscela di svariati tipi di plastica più o meno inerte.
Il 77% del sangue delle persone testate dai ricercatori dell’Università Vrije di Amsterdam nel 2022 è risultato contenere microplastiche poiché esse possono viaggiare nel corpo e depositarsi negli organi.

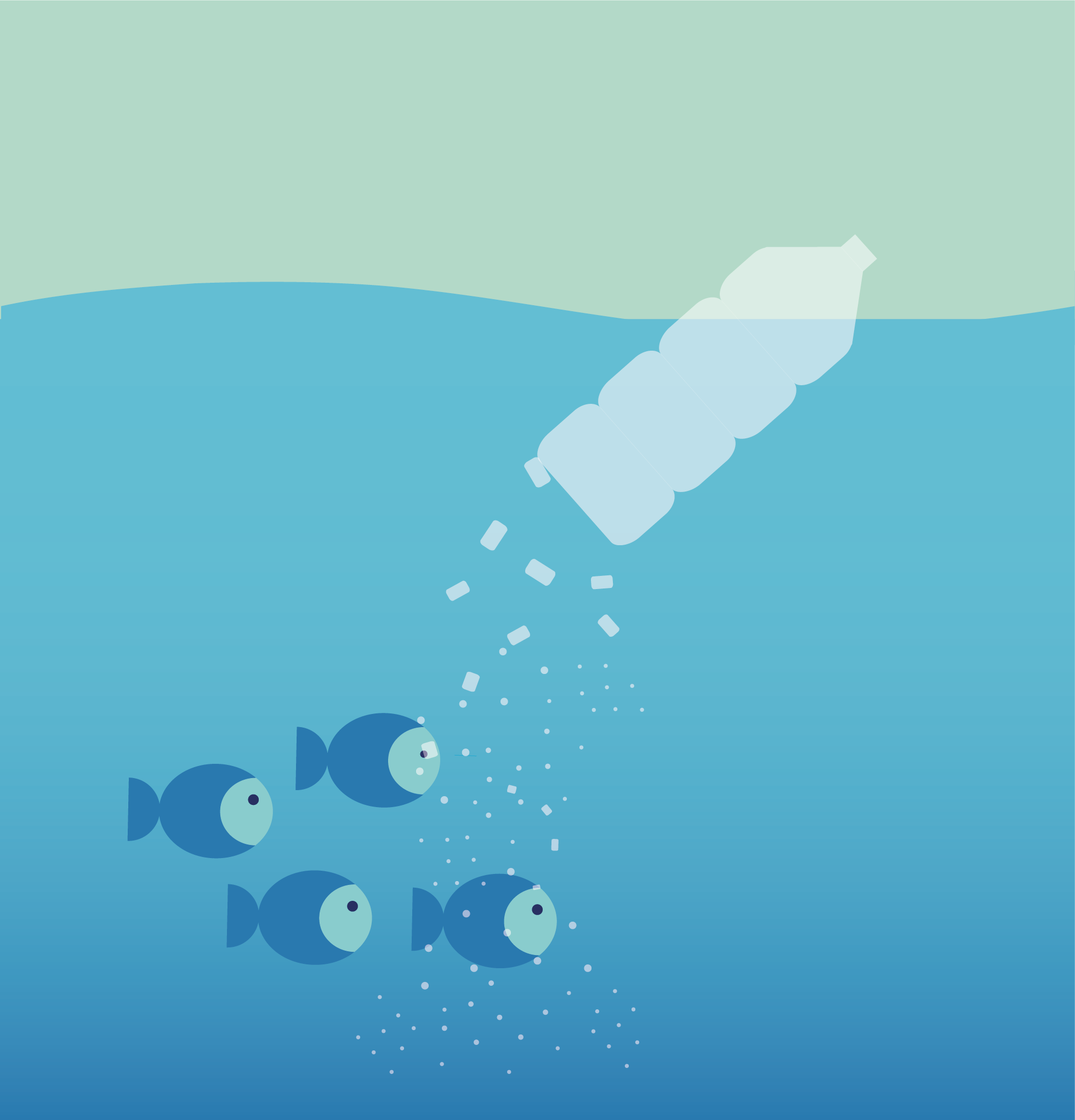
Rappresentazione dell'esposizione della fauna marina alla microplastica. Fonte:Agenzia europea dell'ambiente

Secondo un’inchiesta avviata da Orb Media, un’organizzazione non profit di Washington, che ha condiviso con il Guardian i risultati, l’acqua che esce dai rubinetti di tutto il mondo contiene microscopiche fibre di plastica (ovvero microplastiche); il dossier, denominato “Invisibles: The Plastic Inside Us”, rappresenta il primo studio a livello globale sull’inquinamento dell’acqua potabile da parte di microplastiche. Gli Stati Uniti sono stati identificati come il Paese con il tasso di contaminazione più elevato: valori che arrivano fino al 94%, con fibre trovate in acqua di rubinetto campionata anche negli edifici del United States Capitol (Campidoglio a Washington), nella sede dell’Agenzia per la Protezione dell’Ambiente (EPA – Environmental Protection Agency) e persino nella Trump Tower a New York. A seguire Paesi come il Libano e l'India. Le nazioni europee come il Regno Unito, la Germania e la Francia registrano un tasso di contaminazione più basso, anche se la presenza è stata riscontrata nel 72% dei casi. Per quanto riguarda le concentrazioni rilevate, il numero medio di fibre in mezzo litro varia da 4,8 unità negli Stati Uniti sino a 1,9 in Europa. Si tratta di una contaminazione distribuita più o meno in modo uniforme in ogni parte del globo, indipendentemente dalla sede di approvvigionamento..
Franco Borgogno, giornalista, tutor e ricercatore dell’European Research Institute, dal 2015 ha raccolto dati in merito alla presenza delle microplastiche e macroplastiche nell’oceano globale. Partecipando nel 2016 alla campagna oceanografica HighNorth, controllata della Marina italiana, e condotta nel mare circostante le Isole Svalbard, nell’Artico profondo e presso il Passaggio a Nord Ovest, ha individuato microplastiche nell'estremo mare Artico.
Anche nell'aria sono contenute le microplastiche, secondo alcuni studi sulle cime più alte d'Italia ogni anno cadono milioni di particelle di microplastiche che, alla fine dell'inverno, quando la neve sarà sciolta, finiranno nei corsi d'acqua.

### Ripercussioni sulla fauna marina

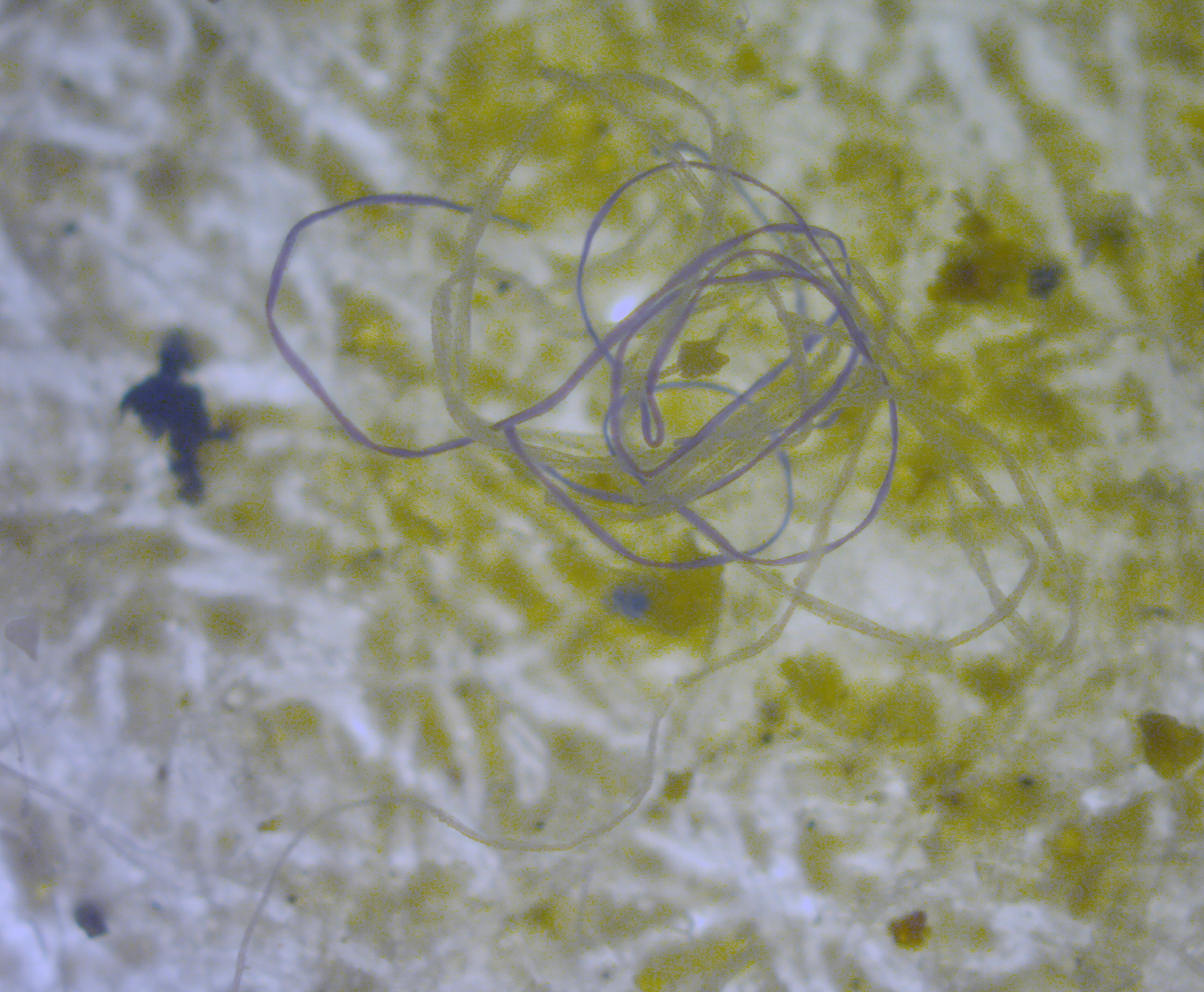
Fibre di microplastica identificate in ambiente marino

Le microplastiche costituiscono una seria minaccia per i piccoli esseri viventi marini, i quali tendono a nutrirsene scambiandole per plancton. Questi organismi minori vengono a loro volta inseriti nella catena alimentare e venendo ingeriti da esseri viventi più grandi e loro predatori. La catena può continuare sino a raggiungere le nostre tavole. Controllare l’immissione di tali plastiche nell’ambiente significa quindi salvaguardare la fauna marina. Molti animali marini come gabbiani o foche hanno ingerito microplastiche, avendo ripercussioni sulla salute. Le microplastiche possono aderire sulle alghe o in altre prede di cui si nutrono le tartarughe. Uno studio infatti, ha analizzato 102 tartarughe marine provenienti da varie aree oceaniche, rilevando frammenti e fibre di microplastiche oltre ad una minore percentuale di microperline.
Eventi naturali come uragani e inondazioni possono accelerare il trasferimento dei rifiuti negli ambienti marini. Anche attività umane quali navigazione, pesca, turismo, acquacoltura e industrie marittime sono fonti dirette di microplastiche per la vita marina.

#### Microbi, suolo e piante terrestri
Le microplastiche possono influenzare l'ecosistema del suolo e ostacolare la crescita delle piante a causa dell'aumentato assorbimento di metalli tossici come il cadmio. Esse possono aderire alle superfici dei semi e delle radice e bloccare l'assorbimento di nutrienti, la germinazione o la crescita delle piante. In uno studio l'aggiunta di microplastiche nel suolo ha ridotto il pH e ha aumentato il carbonio e l'azoto riducendo la diversità degli acidobacteriota, che vivono in suoli stabili.
I microbi vivono anche sulla superficie delle microplastiche e possono formare un biofilm, ovvero si crea una colonia di microbi protetti che iniziano a moltiplicarsi, favorendo la diffusione di patogeni e di geni antibiotico-resistenti. Gli inquinanti delle microplastiche potrebbero agire come vettore, trasportando geni e batteri resistenti agli antibiotici.

### Catena alimentare umana
Recenti studi hanno dimostrato che l'inquinamento da parte delle microplastiche ha raggiunto la catena alimentare interessando non solo la fauna marina ma anche alimenti come il sale marino, la birra ed il miele. Nonostante non siano stati condotti studi specifici, c’è anche la possibilità che i frammenti arrivino sulle nostre tavole attraverso la carne; infatti, pollame e suini vengono nutriti anche con farine ricavate da piccoli pesci che possono essere contaminati. Infatti, filamenti e, in minor percentuale, frammenti di microplastiche, sono state ritrovate nelle branchie di alcuni pesci, aumentando il rischio di stress ossidativo delle cellule del fegato degli organismi marini.
Da un'analisi di Dalberg risulterebbe che una persona possa ingerirne in media circa 5 grammi in una settimana. Questa analisi è basata su un report del 2019 (commissionato dal WWF) scritto da due ricercatori dell'Università di Newcastle e contenente una stima preliminare che, in un articolo su rivista pubblicato due anni più tardi, gli autori hanno ridimensionato a 0,7 grammi a settimana, con un intervallo di incertezza che va dagli 0,1 ai 5 grammi a settimana. A sua volta, questo studio è stato smentito da vari altri lavori, che riducono la stima delle microplastiche ingerite all'ordine dei microgrammi (ovvero un milione di volte inferiore).
Nel 2016 l'Istituto tedesco per la valutazione del rischio alimentare (BfR) ha invitato l'Autorità europea per la sicurezza alimentare (EFSA) a indagare per capire quali siano gli effetti della microplastica sulla salute umana, in quanto pur verificandosi un transito delle microplastiche solo nel tratto intestinale dei pesci, nei bivalvi il tratto intestinale viene consumato e costituiscono in questo caso una fonte d'esposizione alle microplastiche.
Nel 2020 l'Ospedale Fatebenefratelli di Roma e il Politecnico delle Marche hanno rinvenuto 12 frammenti di microplastiche all'interno dell'organismo umano di 6 donne sane, in particolare nella placenta di feti in gestazione e nella circolazione sanguigna, in particolare sono state rinvenute in 4 placente (5 nel lato fetale, 4 nel lato materno e 3 nelle membrane corioamniotiche). nel 2022 Hull York Medical School, University of Hull (Hull HU6 7RX) United Kingdom ha rinvenuto ulteriori tracce di microplastica all'interno dei tessuti polmonari.
Con l'avanzare delle tecnologie risulta sempre più facile rilevare le microplastiche, il che porta a correggere le stime sulle particelle ingerite, in particolare lo studio basato sul "Raman scattering microscopy" della Columbia University con lo studio guidato da Naixin Qian della Columbia graduate student in chemistry e del coautore Wei Min della Columbia biophysicist ha evidenziato come le precedenti stime di microplastiche nelle bottiglie d'acqua in plastica sottostimavano da 10 a 100 volte
Nel novembre-dicembre 2022, centinaia di gazze marine sono state avvistate nel Mediterraneo centrale, inclusa l'Italia e i paesi limitrofi, e tramite analisi effettuate sugli esemplari trovati morti sulle spiagge è emersa la presenza di microplastiche nei loro organi. Circa il 66% dei corpi contenevano frammenti di plastica, inclusi polietilene e polipropilene, che hanno acquisito attraverso la loro dieta. Le microplastiche rappresentano una minaccia crescente per gli ecosistemi marini, influenzando negativamente la salute e la sopravvivenza delle specie.

## Legislazione
Disegno di legge: Divieto del commercio di prodotti cosmetici contenenti microplastiche.

## Soluzioni in via di sviluppo
Nell'estate 2022 i ricercatori della Sichuan University in Cina hanno progettato un pesce robotico in grado di assorbire microplastiche attraverso il proprio corpo.
Sempre nel 2022 i ricercatori del Massachusetts Institute of Technology di Boston hanno sviluppato un sistema biodegradabile basato sulla seta per sostituire la microplastica aggiunta a prodotti agricoli, vernici e cosmetici.
Nel degradare il polietilene, una microplastica a bassa densità, il batterio P. nitroguajacolicus sembra essere uno dei potenziali candidati. Il batterio ha utilizzato più enzimi nel degradare i polimeri rispetto ad altri batteri.
le microplastiche possono depositarsi nei polmoni e si attivano proteine per la risposta di infiammazione che possono portare al restringimento e all'ipersensibilità delle vie aeree. Tuttavia, l'anticorpo 1G6-D7 sembra invertire l'infiammazione di polmoni e la produzione di muco.

## Effetti sulla salute
Nonostante l'OMS nel 2019 abbia richiesto maggiori ricerche sulle microplastiche in relazione alla salute umana a seguito dei risultati di un'analisi delle ricerche relative alle microplastiche nell'acqua potabile e i rischi sono sempre più evidenti. Gli esseri umani inalano costantemente microplastiche e l'abbondanza maggiore è stata rilevata nel tessuto polmonare, ma anche nelle tonsille, nel flusso sanguigno, nella placenta, nell'apparato digerente e nei reni. È stata rilevata la presenza di microplastiche anche nel fluido follicolare ovarico umano a cui è stato correlato un aumento dell'ormone FSH, che regola la fertilità.
Le microplastiche spesso contengono additivi chimici come ftalati e bisfenolo A (BPA), sostanze note per essere interferenti endocrini. Queste microplastiche e i loro additivi possono alterare l'asse ipotalamo-ipofisi-gonadi (HPG), un regolatore cruciale della funzione riproduttiva. Studi in vitro hanno inoltre dimostrato che diverse nanoparticelle di polistirene possono indurre stress ossidativo, apoptosi e autofagia in modo dipendente dal contesto cellulare e possono attraversare gli alveoli polmonari, entrare nel sangue e depositarsi potenzialmente in tutto il corpo . Le microplastiche ingerite possono attraversare la barriera intestinale e diffondersi nell'organismo, con effetti pro-infiammatori sul sistema immunitario e sul cervello. Considerato il ruolo ormai accertato dell'asse intestino-cervello nei processi neurodegenerativi, questi risultati supportano l'ipotesi che questo inquinante ambientale presente ovunque stia contribuendo all'aumento di malattie neurodegenerative come Alzheimer e Parkinson. Infatti, nei reni, nel fegato e nel cervello sono stati individuati frammenti di polietilene, più di altri polimeri. Inoltre le persone con diagnosi di demenza hanno mostrato accumuli ancora maggiori di microplastiche nelle cellule immunitarie e nei vasi sanguigni del cervello.
Nel 2024 è stato pubblicato il primo studio che dimostra una correlazione fra microplastiche e malattie nell'uomo. La presenza di microplastiche nelle placche dei vasi sanguigni determina uno stato infiammatorio che le rende più friabili e facile ad entrare nel torrente sanguigno, bloccando i vasi di diametro inferiore e aumentando la probabilità di infarti miocardici e ictus cerebrale. Le microplastiche interferiscono anche su tiroide, testicoli e ovaie poiché, soprattutto le particelle più piccole, possono facilmente trasportare interferenti endocrini, metalli pesanti e sostanze chimiche che si accumulano in varie parti del corpo Ad esempio, nei bambini esposti a bottiglie di plastica il livello di ormone TSH nel sangue è aumentato del 40%, dimostrando un possibile affaticamento della tiroide. Uno studio del 2025 ha osservato che sulle microplastiche di sughero, gomma e polietilene presenti nei corsi d’acqua si concentrano più che in altre zone batteri patogeni come E.coli, Klebsiella e Enterococcus, suggerendo la funzione delle microplastiche di essere trasportatori di altre sostanze e microorganismi.
Nei lavoratori di fabbriche di polimeri i disturbi respiratori erano maggiori, inoltre queste microplastiche, veicolando sostanze tossiche come il bisfenolo A, interferiscono con alcuni processi ormonali e cellulari aumentando potenzialmente il rischio di tumori ai polmoni, Tuttavia, sono ancora da chiarire le correlazioni e i meccanismi molecolari specifici. Le microplastiche sembrano ridurre il calcio intestinale e aumentano gli enzimi legati allo stress ossidativo, alterando i batteri nell’intestino, riducendo i geni che producono il muco protettivo dell’intestino e danneggiando la parete intestinale di pesci, topi e vermi nematodi. In alcuni studi sui pesci zebra, le fibre di microplastiche hanno danneggiato le cellule dell'intestino che producono il muco, ridotto la presenza di alcuni batteri utili dell'intestino e aumentato l'infiammazione.
A livello cutaneo, le microplastiche potrebbero scatenare una reazione immunitaria attivando sostanze pro-infiammatorie come le interleuchine e ridurre la comunicazione tra i recettori delle cellule, favorendo lo stress ossidativo e potenziali infiammazioni della pelle. Sono stati trovati frammenti di microplastica sottilissimi nell’interno dell’occhio umano, correlandone la presenza con alterazioni della pressione intraoculare.

## Prevenzione

### Educazione e riciclo
L’accumulo delle microplastiche nell’ambiente, la scarsa degradabilità e gli effetti potenziali tossici sulla salute umana e sugli ecosistemi richiedono sia misure di bonifica sia preventive. Aumentare l'educazione attraverso campagne di riciclaggio è una soluzione che può ridurre i rifiuti di plastica, specialmente nei centri urbani in cui le concentrazioni di tali rifiuti sono elevate. Alcuni professionisti sanitari hanno strutturato interventi di educazione sull’inquinamento di microplastiche aumentando i livelli di consapevolezza. Migliorando i sistemi di riciclo o sviluppando materie prime di origine biologica, si potrebbe creare un circolo virtuoso in cui la plastica viene riutilizzata più volte, riducendo la necessità di produrre nuova plastica. Tali misure risultano più efficaci attraverso un’azione congiunta di cittadini, industria, scienziati e responsabili politici.

## Galleria d'immagini

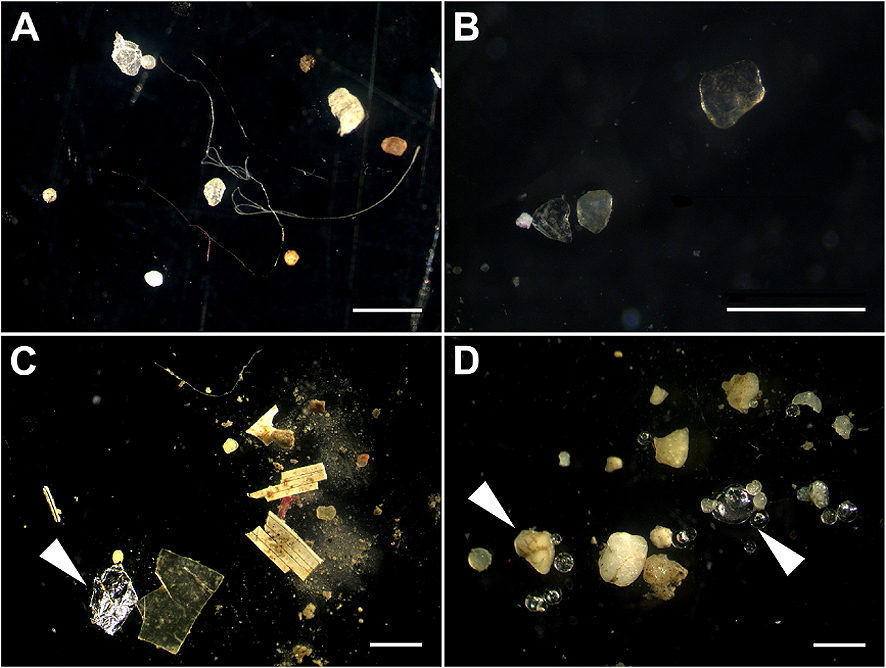
Microplastiche nei sedimenti di quattro fiumi in Germania.
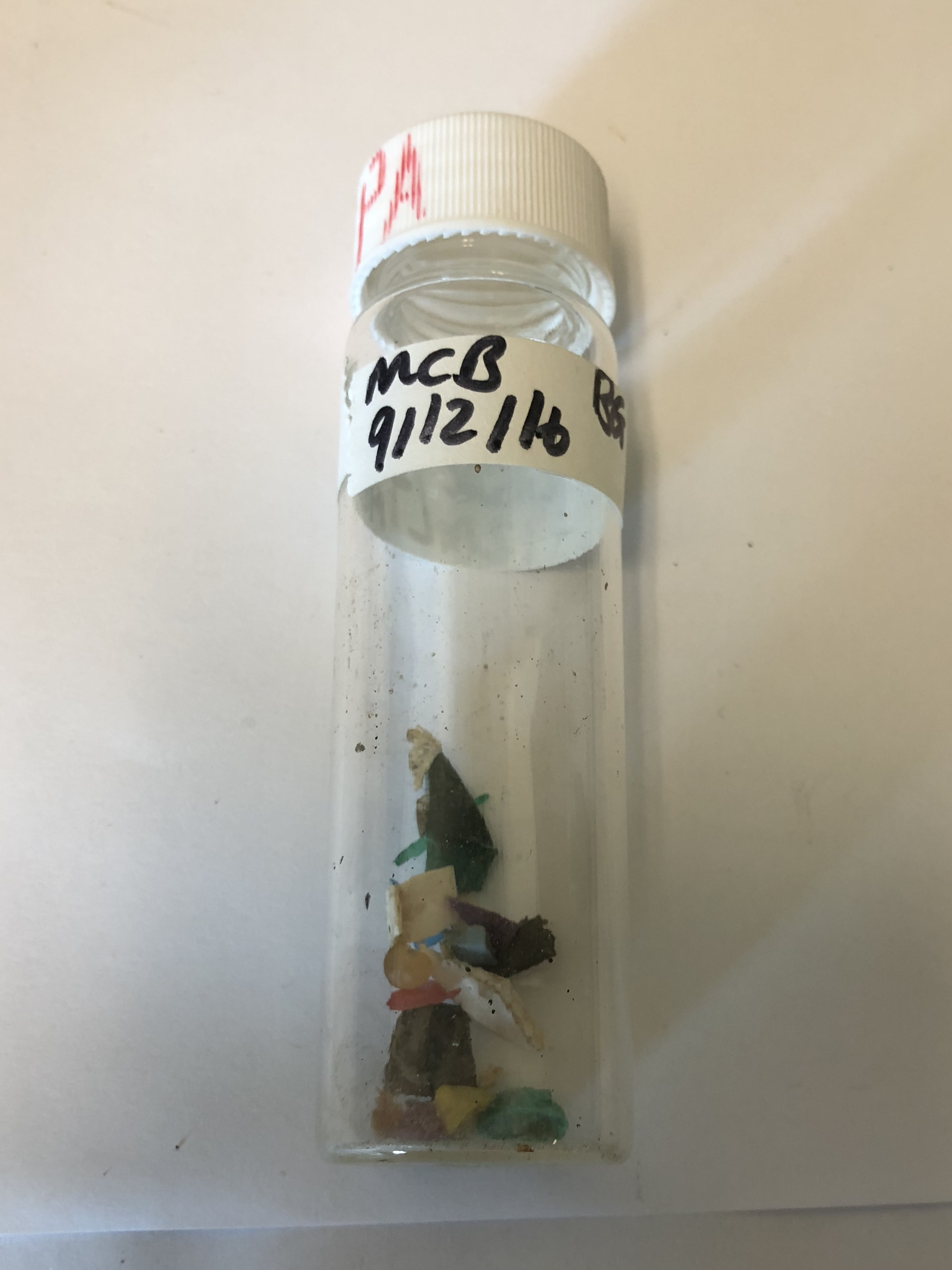
Campioni di microplastica.
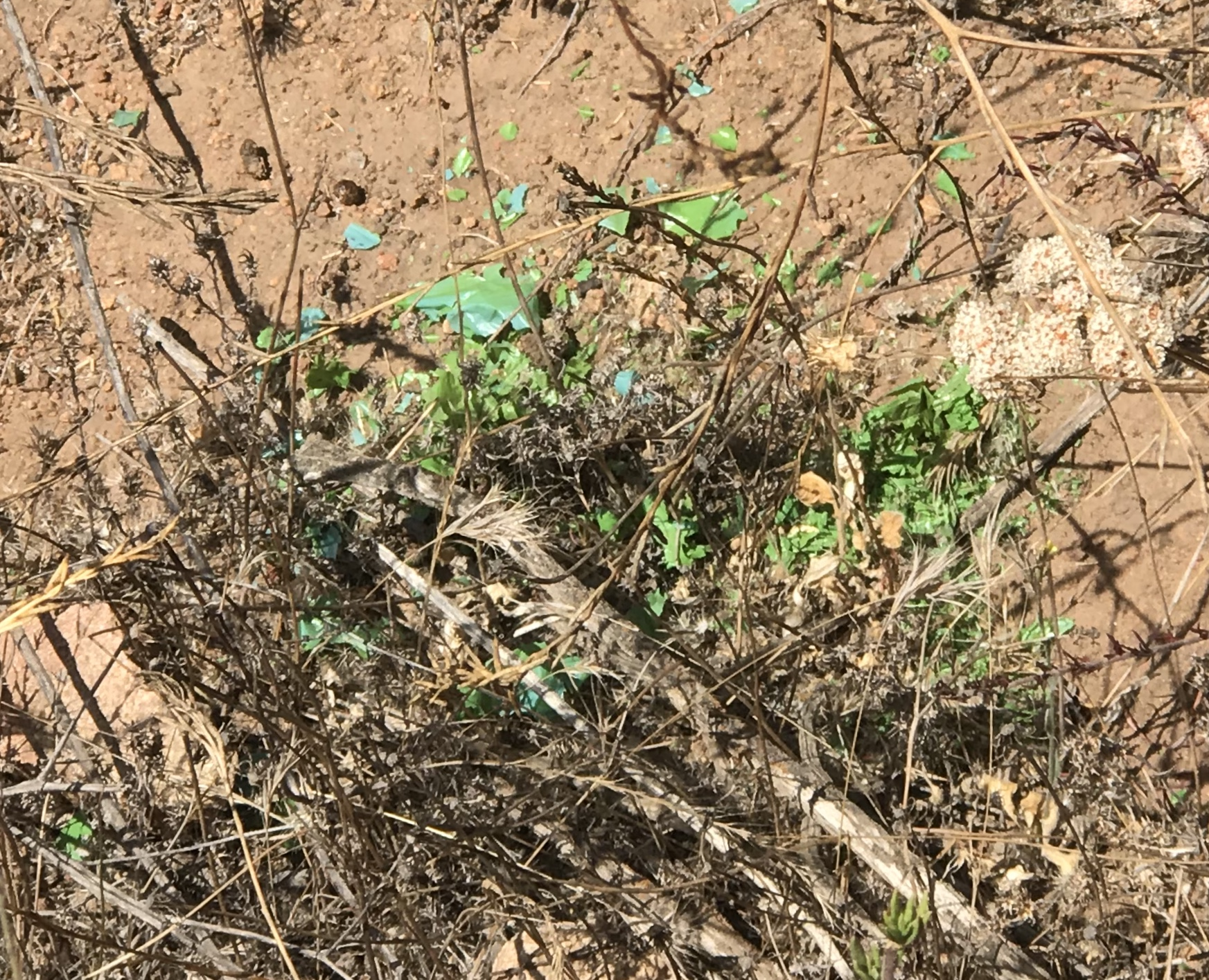
Sacchetto di plastica verde adiacente ad un sentiero escursionistico fotodegradato in circa 2.000 pezzi da 1 a 25 mm dopo tre mesi di esposizione all'aperto.
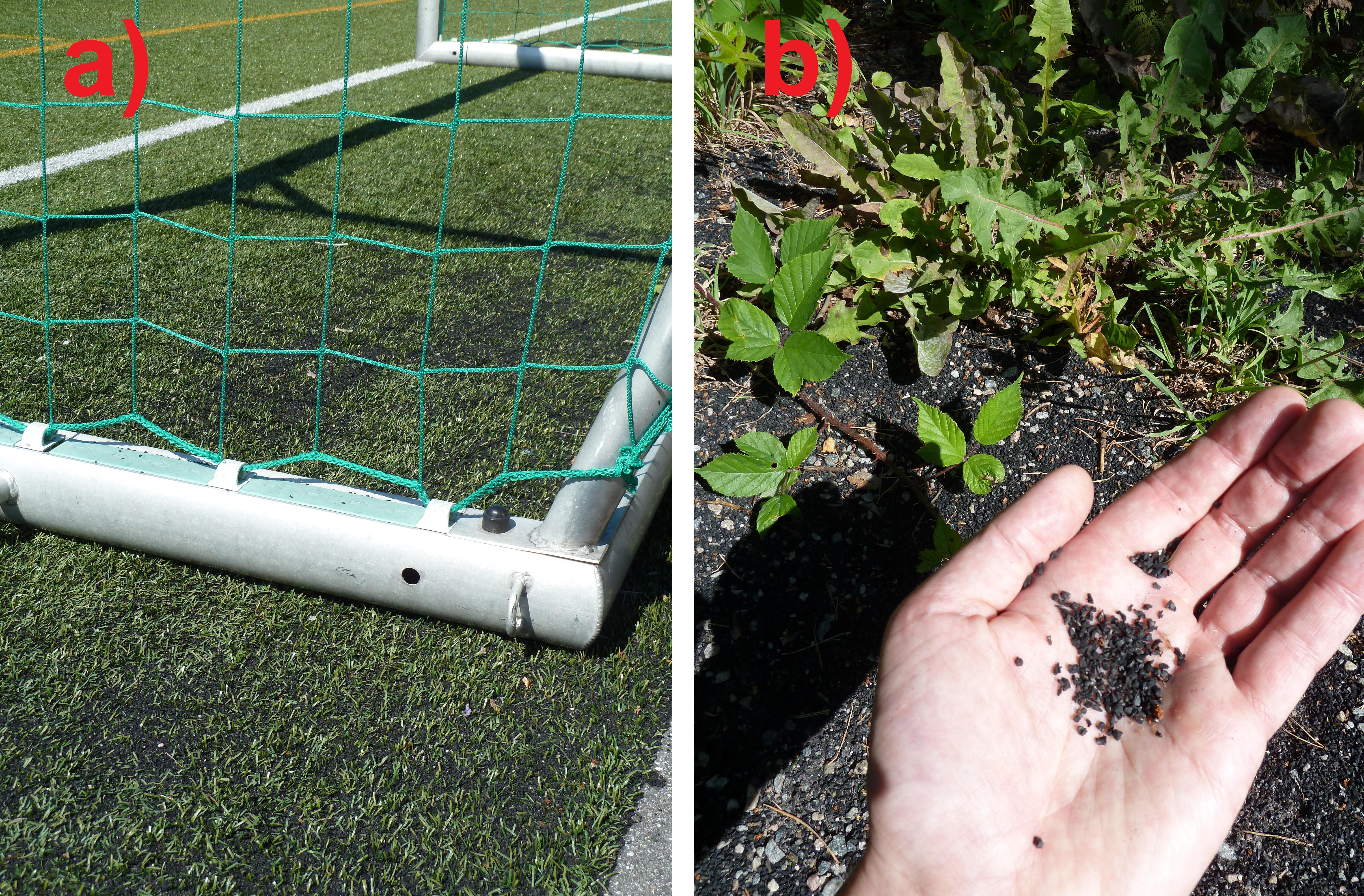
a) Campo da calcio in erba artificiale con gomma a terra (GTR) utilizzata per l'ammortizzazione. b) Microplastiche dello stesso campo, lavate via dalla pioggia, che si trovano in natura vicino a un ruscello.
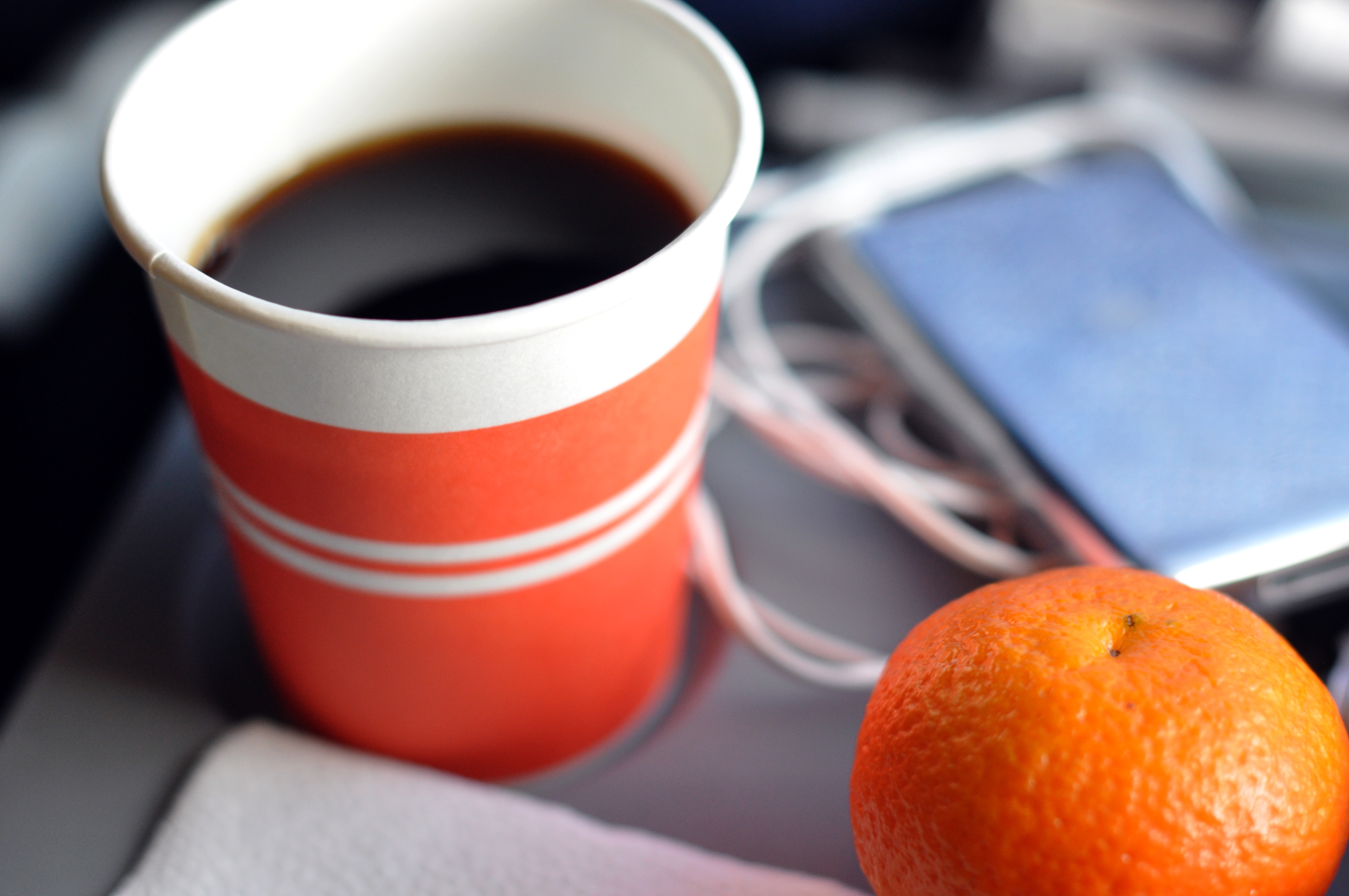
Le tradizionali tazze da caffè di carta rilasciano molte nanoplastiche nell'acqua.
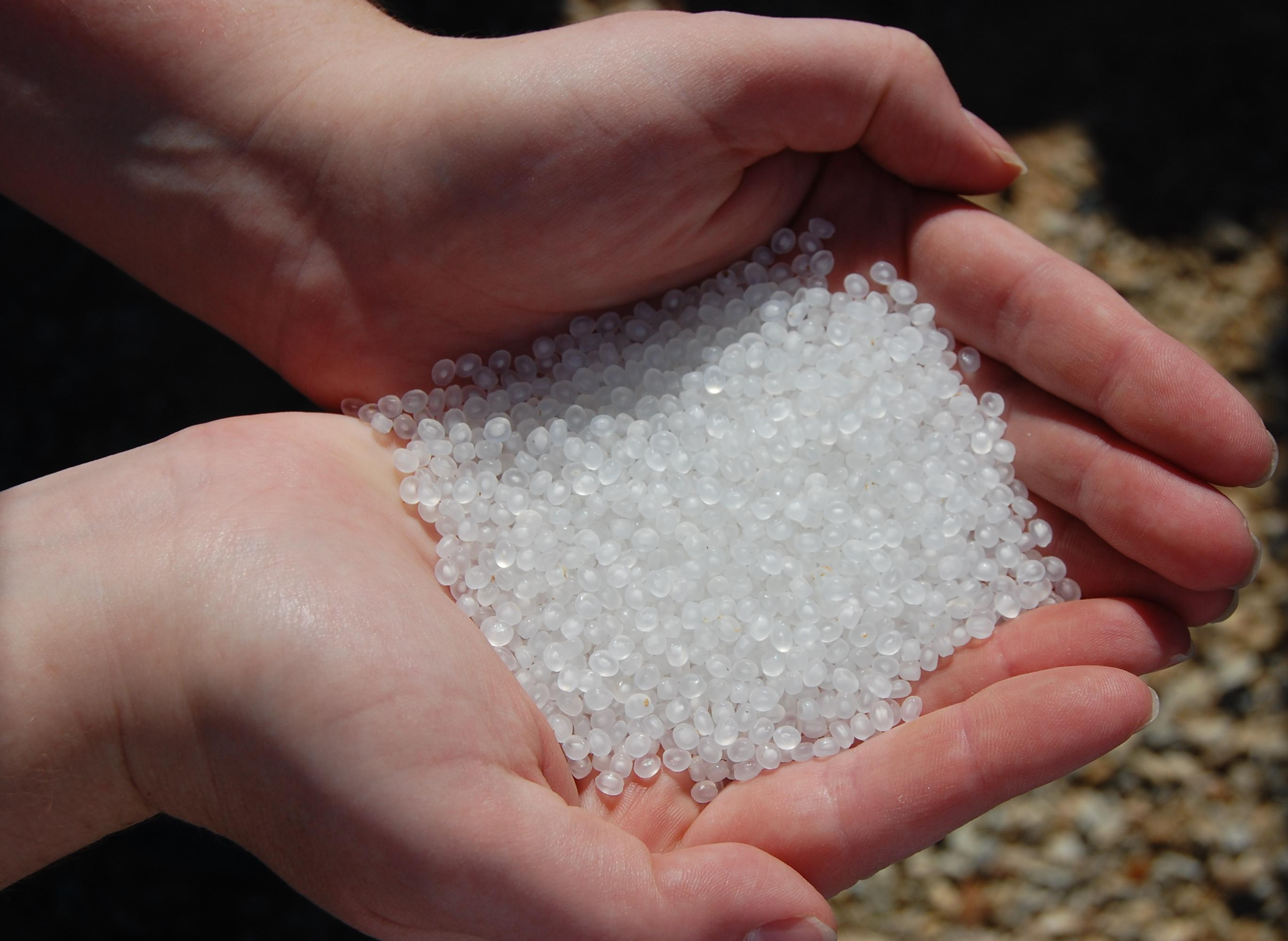
I pellet di materie plastiche (nurdles) sono classificati come microplastiche di origine primaria[88].
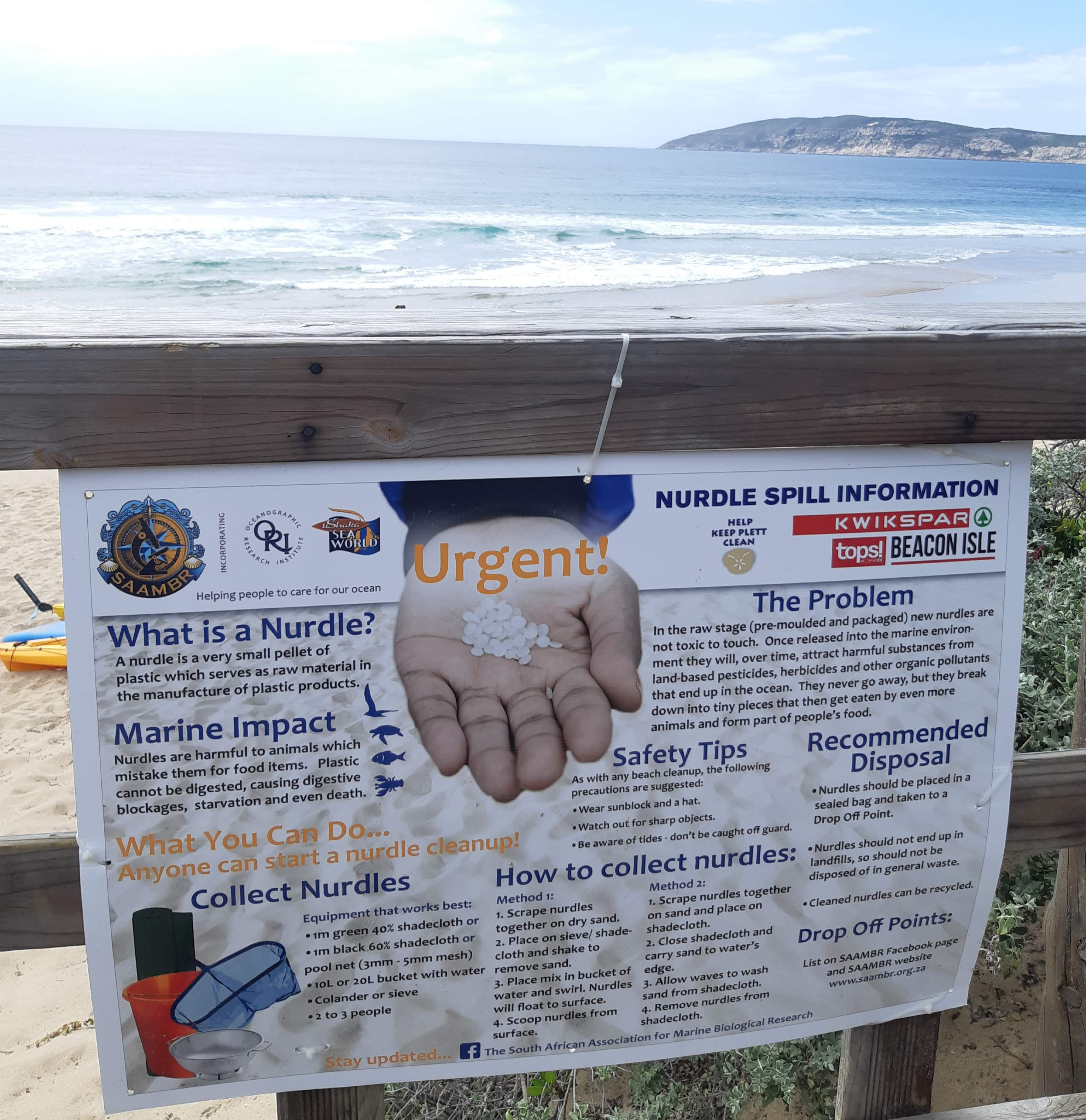
Un cartello che incoraggia il pubblico a raccogliere i nurdles (pellet di materie plastiche di dimensioni inferiori a 5 mm utilizzati nell'industria della plastica[89]) per ridurne l'impatto negativo sull'ambiente costiero.
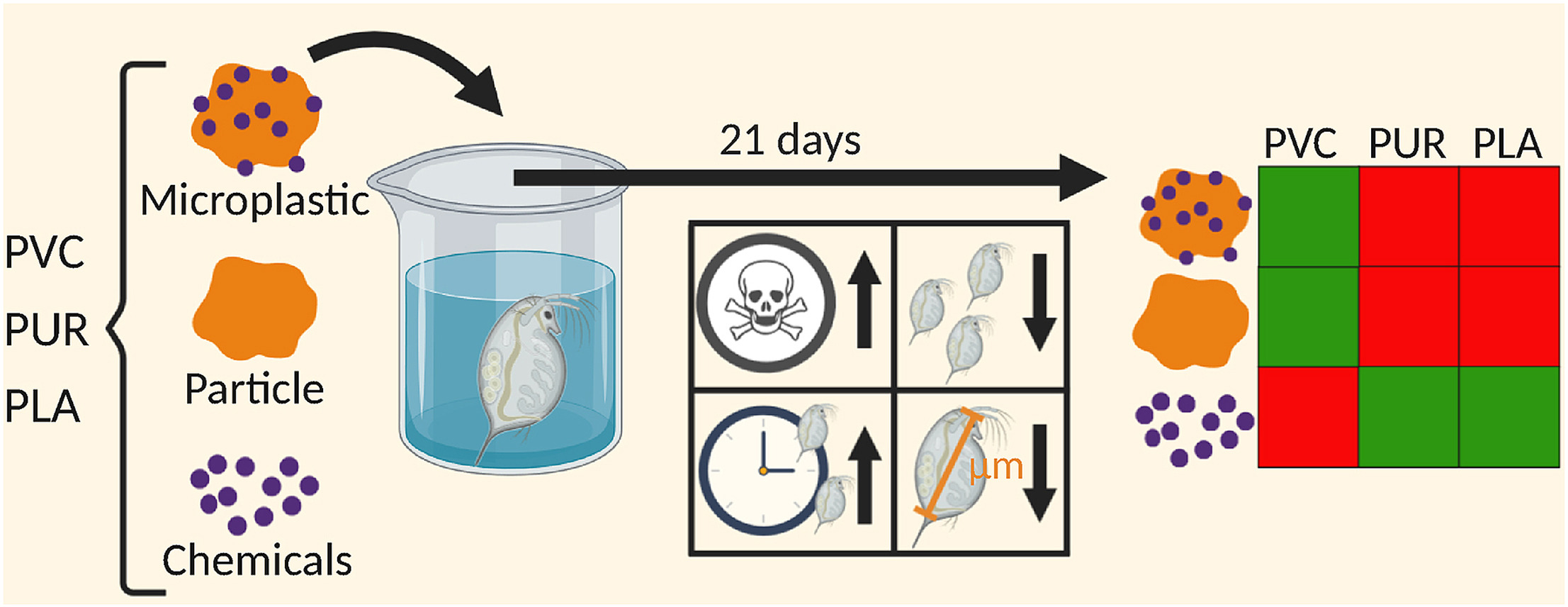
Tossicità microplastica in Daphnia magna per microplastiche di polivinilcloruro (PVC), poliuretano (PUR) e acido polilattico (PLA).